# Guayaquila vau
Guayaquila vau är en insektsart som beskrevs av Dietrich. Guayaquila vau ingår i släktet Guayaquila och familjen hornstritar. Inga underarter finns listade i Catalogue of Life.